# Gates County
Gates County är ett administrativt område i delstaten North Carolina, USA, med 12 197 invånare. Den administrativa huvudorten (county seat) är Gatesville. 

## Geografi
Enligt United States Census Bureau så har countyt en total area på 895 km². 882 km² av den arean är land och 13 km² är vatten. 

### Angränsande countyn
- Camden County - nordost
- Pasquotank County - öst
- Perquimans County - sydost
- Chowan County - syd
- Hertford County - väst
- Southampton County, Virginia - nordväst